# World Assembly of Muslim Youth
Die World Assembly of Muslim Youth (WAMY; arabisch الندوة العالمية للشباب الإسلامي, DMG an-nadwa al-ʿālamiyya li-š-šabāb al-islāmī ‚Welt-Versammlung der Islamischen Jugend‘) ist eine NGO mit Sitz in Riad, die durch Spendengelder angeblich die Hamas und al-Qaida unterstützt und unter anderem auch von der Familie Bin Laden finanziert wird. Sie wurde 1972 von Abdullah bin Laden gegründet. Erster geschäftsführender Direktor war Kamal El-Helbawy. Derzeitiger Präsident ist Sheikh Saleh al-Sheikh.
Die Organisation ist weltweit tätig und wird in den USA seit langem verdächtigt, den Terrorismus zu unterstützen. Diese Verdächtigungen weist die Organisation weit von sich, wie auch die Vermutung, sie wolle mit ihrer Arbeit der wahhabitischen Auslegung des Islam in der Welt Vorschub leisten.
Die Judenfeindschaft der Organisation wird vom Verfassungsschutz Baden-Württemberg wie folgt festgestellt:

„Generell vertritt sie die Position, dass ‚die Juden die Feinde der Gläubigen, Gottes und der Engel sind; die Juden sind die Feinde der Menschheit‘.
In ihrer Schrift Taudjihat Islamiya (Islamische Ansichten) konkretisiert die WAMY ihre Vorstellung einer wirksamen Kindererziehung:
‚Lehrt unsere Kinder zu lieben, dass Rache an den Juden und den Unterdrückern genommen wird und lehrt sie, dass unsere Jugend Palästina und Al-Quds [Jerusalem] befreien wird, wenn sie zum Islam zurückkehren und den Jihad um der Liebe Allahs wegen ausüben.‘“

Der Muslimbruder, islamische Multifunktionär und zugleich Mitglied in der Deutschen Islam-Konferenz Ibrahim El-Zayat wird vom Verfassungsschutz „als Repräsentant für Westeuropa der ‚World Assembly of Muslim Youth‘“ genannt.

## Buch zum Thema
Nafeez Mosaddeq Ahmed: Geheimsache 09/11. Goldmann, München, 2004 ISBN 978-3442152889